# シトロエン・アミ
アミ（Ami ）は、フランスの自動車メーカー・シトロエンが1961年から1978年まで生産した小型大衆車。

## 概要
アミはフランス語で「友達」の意味。2CVの上級版として、ID/DSとのギャップを埋めるために開発され、17年間で184万0396台が生産された。

## 歴史
第二次世界大戦後のフランス社会の混乱が収束し、社会に余裕が出てくると、戦後復興期のフランス大衆の足となった2CVやルノー・4CVより1クラス上級の大衆車が必要となってきた。こうして登場したのがともに1961年デビューのルノー・4とアミ6である。
アミは機構的には2CVの発展型であるが、当時のチーフデザイナー・フラミニオ・ベルトーニによる大型化されたボディ（4ドアセダン（ベルリーヌ）と5ドアワゴン（ブレーク）があった）に対応して、空冷水平対向2気筒OHVエンジンは602ccまで拡大され、2CVよりはやや余裕のある動力性能を得ている。

### アミ6
アミ6のスタイル上の特徴は、当時まだ珍しかった矩形ヘッドライト、米欧のフォード系各社が採用していたクリフカットデザインのキャビン、ボディサイドのプレスラインなどである。アミのスタイリングを手がけたベルトーニは1964年に死去したため、アミ6がベルトーニのデザインした最後のシトロエン市販車となった。

### アミ8
1969年にはフランスのコーチビルダー・ユーリエが、ベルリーヌのルーフラインを翌年にデビューするシトロエン・GS風のファストバックに手直しし、フロントエンドもやや一般的なものに改めたアミ8を発表した。2CV同様にサスペンションは前後関連懸架であるが、トーションバー・スプリングが追加された。

### アミ・スーパー
1973年には、GS用の空冷水平対向4気筒SOHC1,015ccエンジンを搭載したアミ・スーパーが追加された。
アミ8との外観上の違いは少なく、僅かにグリル下にエアインテークが追加され、左側前フェンダーに「アミ・スーパー」のバッジがあるのみである。
ステアリングハンドル、内装特にシートはGSと全く同等になった。アミ6、アミ8の602ccエンジンの出力は35HPでしかなかったが、1,015ccエンジンの出力は61HPと飛躍的に向上し、あわせてシャシーも強化された。
前輪ブレーキは大型化しGS1220タイプとなり、サスペンションも2CV系のままでは限界に達したため、強化型コイルスプリング・前後の油圧ダンパー・アンチロールバーが追加され、前後懸架の関連(サスペンションシリンダーの可動性)は最小限になった。
性能面が大きく強化されたアミ・スーパーであったが、価格面でGSと重複したため売れ行きはあまり芳しくなく、1973年から1976年までに3年間に約4万4,820台が生産されたに留まった。 
1978年に生産中止され、シトロエン・ヴィザに後を譲った。日本へも代理店の日仏自動車・西欧自動車によって少数ながら輸入されたが、保安基準に適合できなくなり1970年頃を最後に輸入は途絶した。